# Wijnrode boleet
De wijnrode boleet (Xerocomus ripariellus) is een schimmel behorend tot de familie Boletaceae. Terrestrische ectomycorrhiza-schimmel die in symbiose leeft met loofbomen, zoals berk (Betula), populier (Populus), wilg (Salix) en soms ook eik (Quercus) . Hij komt voor op vochtige tot natte standplaatsen.

## Kenmerken
Hoed
De hoed is tot 6 cm in diameter, aanvankelijk halfbolvormig, daarna convex. Het oppervlak is lichtrood, karmijnrood, donkerrood, roodbruin, vaak verkleurd met de leeftijd tot abrikoos, als het droog is, is het oker met een roodachtige tint, fluweelachtig, vaak gebarsten. Door de scheuren is lichtgeel vruchtvlees te zien. Zelfs bij jonge vruchtlichamen breken hoeden bij droog weer. Het oppervlak van sterk gebarsten vruchtlichamen lijkt op kasseien.
Poriën
De poriën zijn lichtgeel tot geel met een olijftint, verpletterd paars. Buisvormige poriën, die ook blauw worden als ze worden geplet.
Steel
De steel is cilindrisch, tonvormig of knotsvormig. Oppervlak bleek of bleekgeel. Vaak verkleurd met de leeftijd met de leeftijd. Wordt blauw na pletten. Witachtig aan de basis, vergeling met de leeftijd.
Vlees
Het vlees is bleekgeel in de hoed, geel in de steel, vaak rood tot wijnachtig aan de steelvoet. Het wordt blauw als het wordt geplet. 
Geur en smaak
Geur en smaak zijn onduidelijk. 

### Microscopische kenmerken
De hoedhuid gemaakt van vrij korte hyfen. Hun terminale cellen zijn 5,7 tot 17,1 µm groot en zwellen op tot 35 µm op bij oudere vruchtlichamen.
De sporen meten 11-15 × 4-5,5 µm en zijn subtiel overlangs gestreept.

### Verwarrende soorten
Door zijn karmijnrode hoed vertoont hij sterke gelijkenis met de vrij algemene rode boleet (Xerocomus rubellus), maar de
vruchtlichamen van de wijnrode boleet zijn meestal wat kleiner. Ook heeft hij een andere standplaats (vochtig). Verder is het hoedoppervlak van de wijnrode boleet onregelmatig bobbelig en vaak duidelijk craqueleert (kleine scheurtjes maken), waardoor het blekere onderliggende vlees zichtbaar wordt, terwijl de rode boleet vlak en regelmatig is zonder barstjes. Microscopisch onderscheidt hij zich door de hoedhuidcellen die zwellen en de gestreepte sporen. 

## Verspreiding
Het is bekend dat hij in veel Europese landen voorkomt, in Rusland en Nieuw-Zeeland. Binnen Europa komt hij voor in onder meer Frankrijk, Spanje, Nederland, Estland, België, Zwitserland .
In Nederland komt hij matig algemeen voor. 

## Foto's

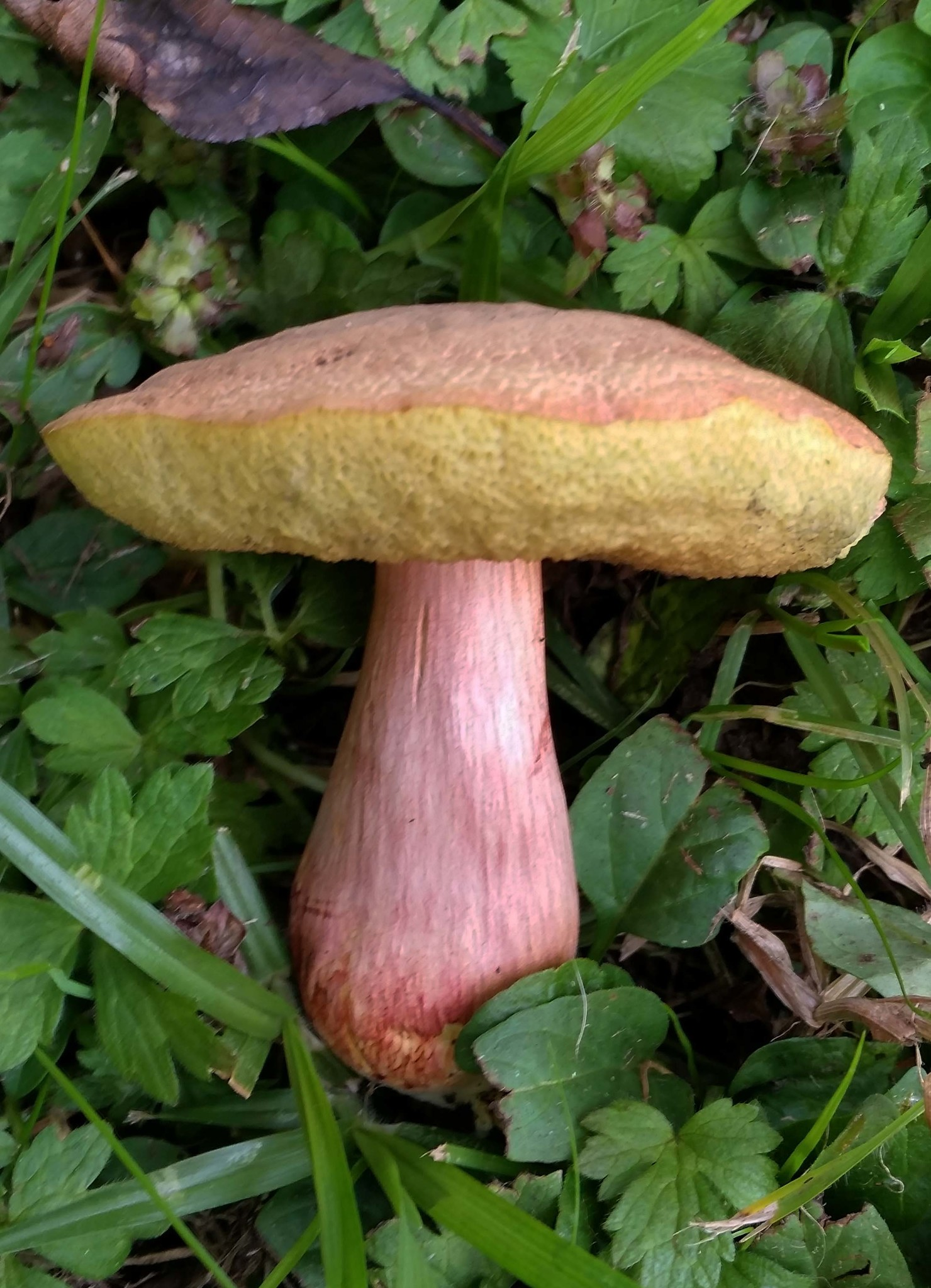
Zijaanzicht
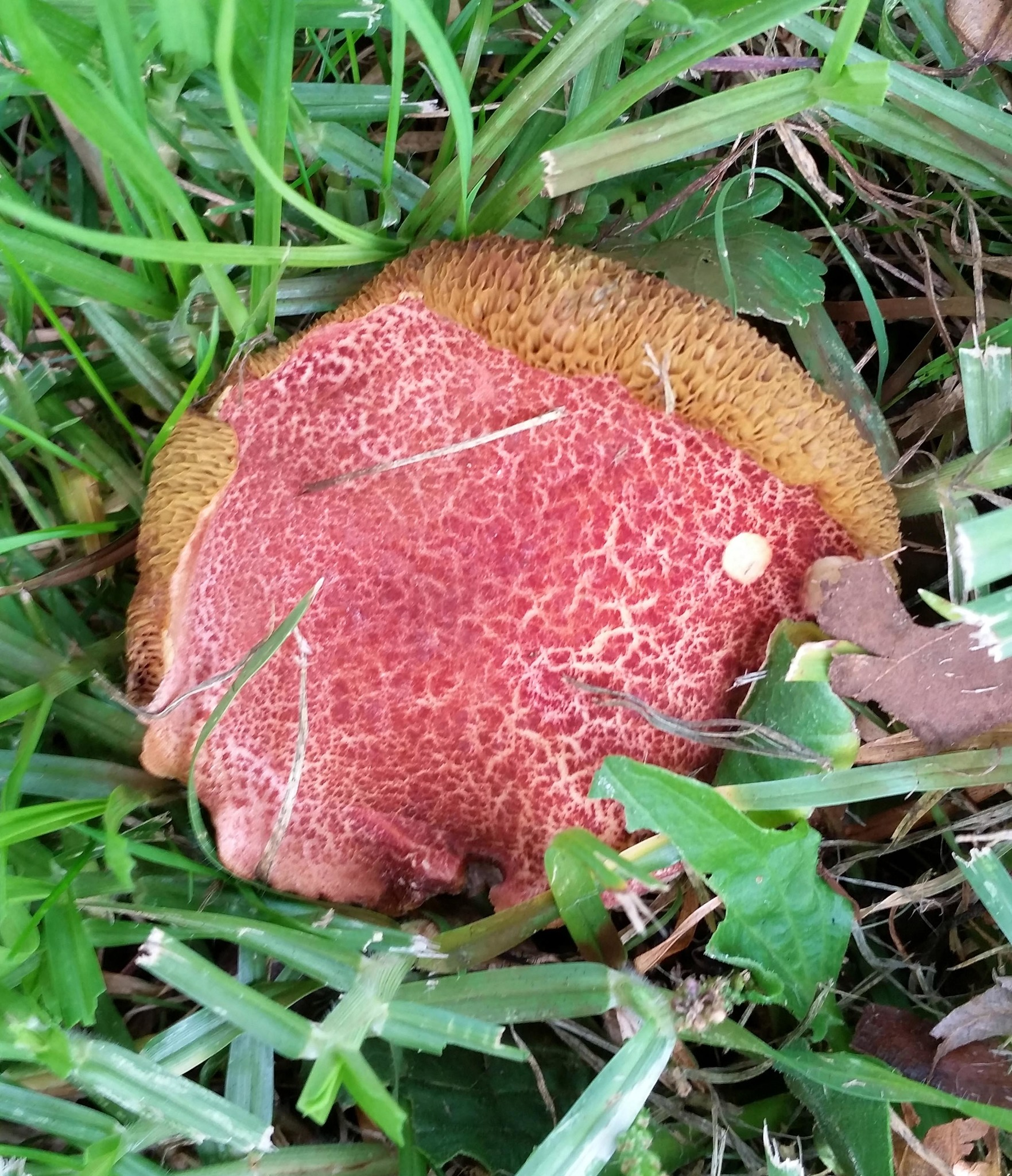
Kenmerkend gebarsten hoedoppervlak
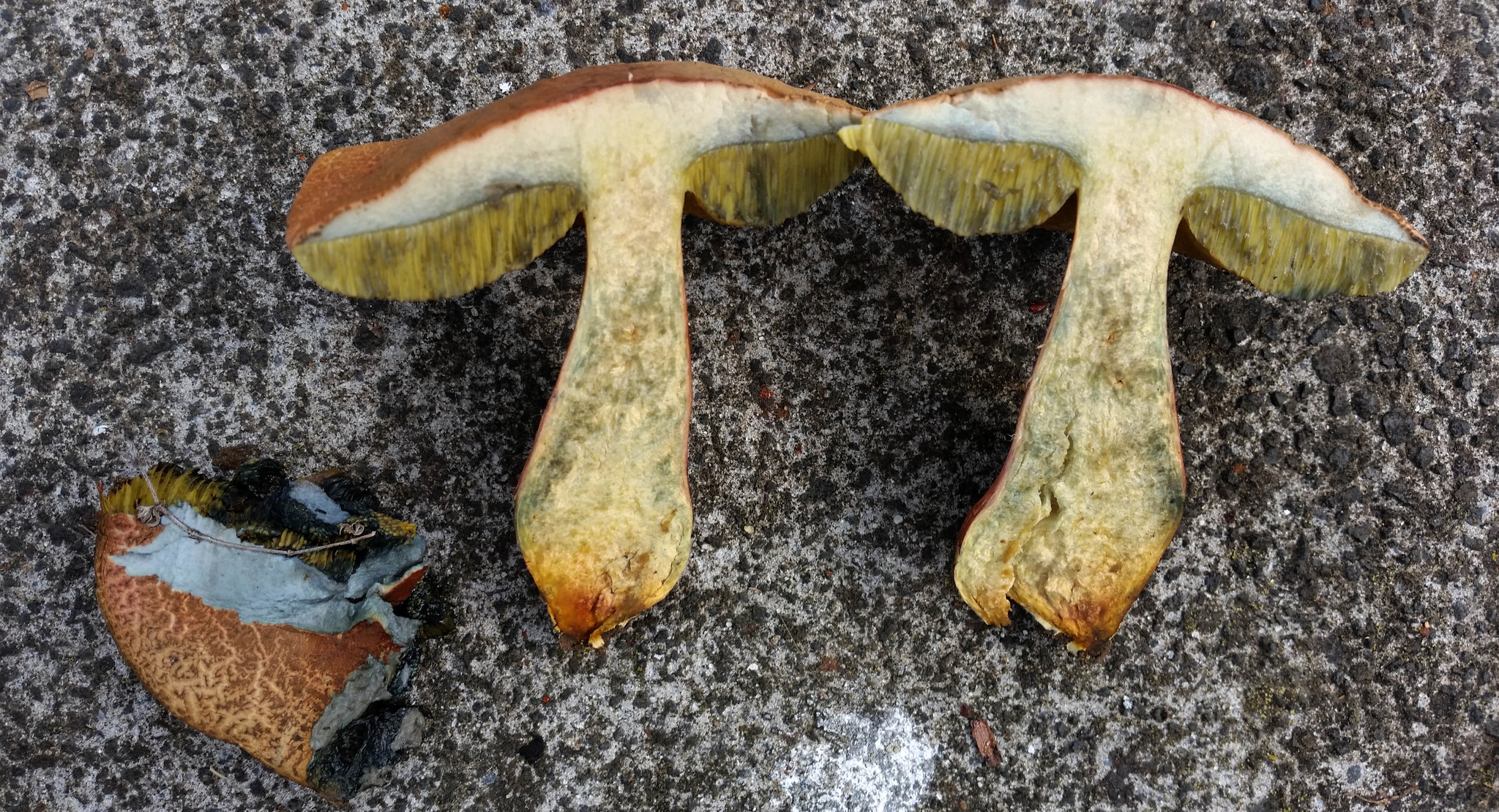
Doorsnede steel met blauwkleuring